# Manfred Sapper

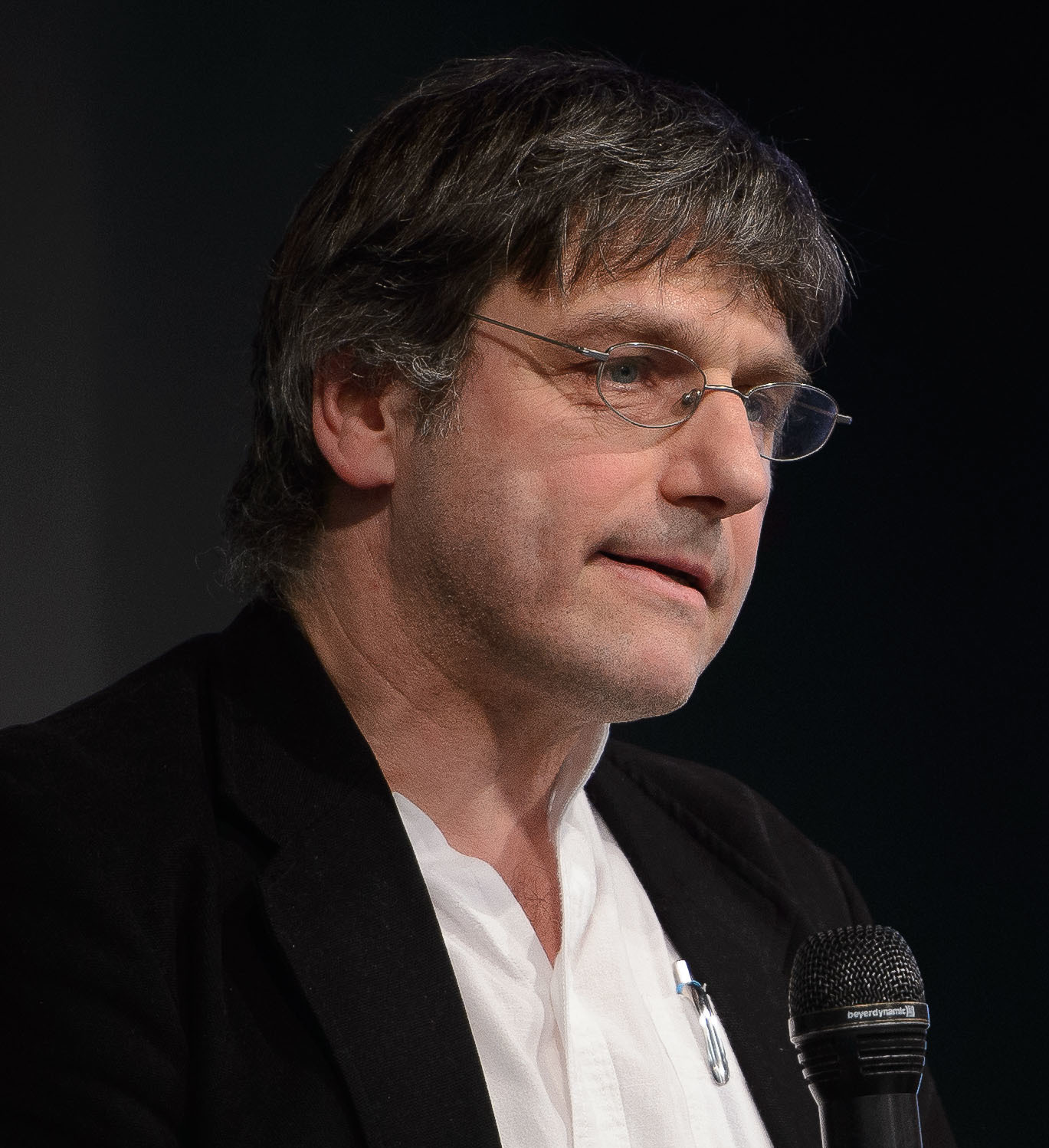
Manfred Sapper, 2015

Manfred Sapper (* 1. Dezember 1962 in Kassel) ist ein deutscher Politikwissenschaftler und Chefredakteur der Zeitschrift Osteuropa.

## Leben
Manfred Sapper studierte in Frankfurt am Main, Siena und Moskau die Fächer Politikwissenschaft, Geschichte und Soziologie. Später promovierte er mit einer Arbeit zum Thema: „Die Auswirkungen des Afghanistankriegs auf die Sowjetgesellschaft“. In den 1990er-Jahren schrieb er unter anderem Beiträge für Computerspiele und erhielt 1999 den Landeslehrpreis an der Universität Mannheim für seine Lehraktivitäten als wissenschaftlicher Assistent am Lehrstuhl für Politische Wissenschaft und Zeitgeschichte.
Seit 2002 leitet er als Chefredakteur die Zeitschrift Osteuropa mit Verlagsort Berlin.

### Kommunalpolitik
Sapper war zeitweise als Kommunalpolitiker aktiv. Im Jahre 1979 war er Gründungsmitglied der Natur und Umweltgruppe Langen, ein Jahr später der Ortsgruppe der Grünen in Langen. Im Langener Stadtparlament saß er, von einer zweijährigen Unterbrechung abgesehen, ab 1981, seinerzeit als „Hessens jüngster Stadtverordneter“ und kandidierte im Jahr 1996 erfolglos für das Amt des Bürgermeisters der Stadt Langen.

## Werke
- Die Auswirkungen des Afghanistan-Krieges auf die Sowjetgesellschaft, eine Studie zum Legitimitätsverlust des Militärischen in der Perestrojka, Lit, Münster 1994, ISBN 3-8258-2053-X (zugleich Dissertation an der Universität Frankfurt am Main 1994).
- mit Volker Weichsel (Hrsg.): Die Ukraine im Wandel. Stabile Instabilität in einem Zwischenland. Schriftenreihe, 1061. Bundeszentrale für politische Bildung, BpB, Bonn 2010. 24 Autoren. Mit Literaturangaben.
  - identisch mit: Schichtwechsel. Politische Metamorphosen in der Ukraine. Hrsg. Deutsche Gesellschaft für Osteuropakunde DGO. Berliner Wissenschafts-Verlag, Berlin 2010 ISBN 9783830514961; zugl. Zeitschrift Osteuropa, Jg. 60, H. 2–4.
- Sapper, Manfred; Raabe, Katharina (Hrsg.): Testfall Ukraine. Europa und seine Werte. Suhrkamp Verlag. Berlin 2015. ISBN 978-3-518-07123-6.

## Auszeichnungen
- 2023: Ehrendoktor der Universität St. Gallen[7]